# Ormyrus chevalieri
Ormyrus chevalieri is een vliesvleugelig insect uit de familie Ormyridae. De wetenschappelijke naam is voor het eerst geldig gepubliceerd in 1955 door Risbec.